# New Georgia Sound

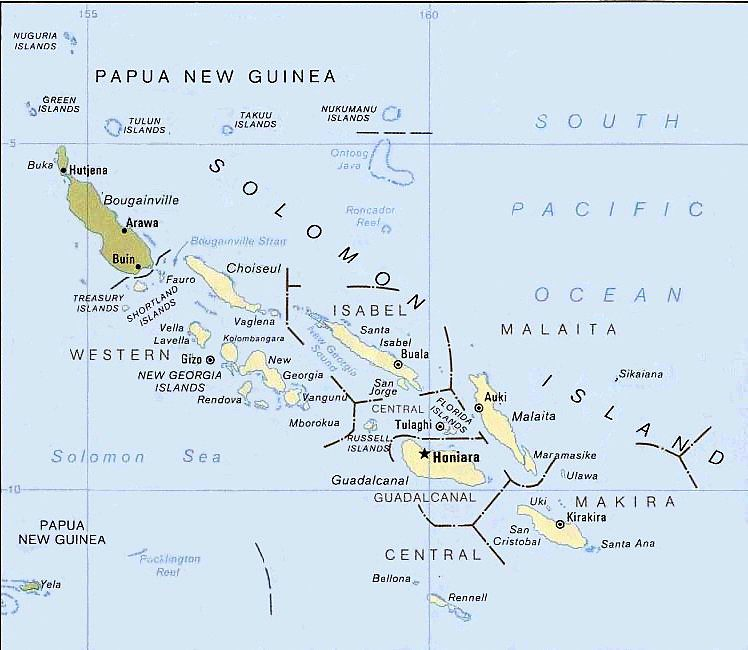
New Georgia Islands

New Georgia Sound är ett sund som går ungefär genom mitten av Salomonöarna. Sundet avgränsas av Choiseul, Santa Isabel och Floridaöarna i norr, och av Vella Lavella, Kolombangara, New Georgia och Russellöarna i söder. Bougainville och Guadalcanal definierar de västra och östra ändarna av sundet.
Under andra världskriget var New Georgia Sound känt som "the Slot" av de allierade soldaterna beroende på den geografiska formen och antalet stridsfartyg som passerade därigenom. De japanska militära insatserna för att proviantera sin garnison på Guadalcanal kallades Tokyoexpressen. Ett stort antal sjöslag utkämpades i och runt sundet mellan 1942 och 1943, mellan kejserliga japanska flottan, och de allierade styrkorna som bestod av USA:s flotta, Royal Australian Navy och Royal New Zealand Navy.
Den vulkaniska ön Savo Island, nordväst om Guadalcanal, är den enda betydande ön som ligger inom "the Slot".